# Leichtathletik-Halleneuropameisterschaften 2019/Teilnehmer (Tschechien)
| Gelbes Symbol für Goldmedaillen mit stilisierten Olympischen Ringen | Graues Symbol für Silbermedaillen mit stilisierten Olympischen Ringen | Braundes Symbol für Bronzemedaillen mit stilisierten Olympischen Ringen |
| ------------------------------------------------------------------- | --------------------------------------------------------------------- | ----------------------------------------------------------------------- |
| —                                                                   | —                                                                     | 1                                                                       |

Aus Tschechien starteten neun Athletinnen und zwölf Athleten bei den Leichtathletik-Halleneuropameisterschaften 2019 in Glasgow, die eine Bronzemedaille errangen.
Der Vorstand des tschechischen Leichtathletikverbandes Český atletický svaz (ČAS) gab zunächst am 21. Februar 2019 die Nominierung von 21 Sportlerinnen und Sportlern bekannt. In der Meldeliste vom 24. Februar 2019 und in der Team-Broschüre finden sich zusätzlich der Stabhochspringer Matěj Ščerba und, unter Vorbehalt, der 400-Meter-Ersatzläufer Patrik Šorm, der letztendlich nicht teilnahm.
Wegen einer Grippe musste Pavel Maslák kurzfristig absagen und konnte den Titel des Hallen-Europameisters nicht verteidigen.

## Ergebnisse

### Frauen

#### Laufdisziplinen
| Athletin            | Disziplin | Vorlauf     | Vorlauf | Halbfinale         | Halbfinale         | Finale             | Finale             |
| Athletin            | Disziplin | Zeit        | Platz   | Zeit               | Platz              | Zeit               | Platz              |
| ------------------- | --------- | ----------- | ------- | ------------------ | ------------------ | ------------------ | ------------------ |
| Klára Seidlová      | 60 m      | 7,39 s      | 22      | 7,41 s             | 21                 | nicht qualifiziert | nicht qualifiziert |
| Lada Vondrová       | 400 m     | 53,29 s     | 18      | nicht qualifiziert | nicht qualifiziert | nicht qualifiziert | nicht qualifiziert |
| Kristiina Mäki      | 1500 m    | 4:17,19 min | 14      | –––                | –––                | nicht qualifiziert | nicht qualifiziert |
| Diana Mezuliáníková | 1500 m    | 4:18,89 min | 17      | –––                | –––                | nicht qualifiziert | nicht qualifiziert |
| Simona Vrzalová     | 1500 m    | 4:08,06 min | 2       | –––                | –––                | 4:12,16 min        | 6                  |

#### Sprung/Wurf
| Athletin         | Disziplin      | Qualifikation | Qualifikation | Finale             | Finale             |
| Athletin         | Disziplin      | Höhe          | Platz         | Höhe               | Platz              |
| ---------------- | -------------- | ------------- | ------------- | ------------------ | ------------------ |
| Michaela Hrubá   | Hochsprung     | 1,89 m        | 7             | 1,94 m SB          | 6                  |
| Romana Maláčová  | Stabhochsprung | 4,50 m        | 13            | nicht qualifiziert | nicht qualifiziert |
| Amálie Švábíková | Stabhochsprung | 4,40 m =PB    | 16            | nicht qualifiziert | nicht qualifiziert |

#### Fünfkampf
| Athletin         | Disziplin | 60 m Hürden | Hochsprung | Kugelstoßen | Weitsprung | 800 m | Punkte | Platz |
| ---------------- | --------- | ----------- | ---------- | ----------- | ---------- | ----- | ------ | ----- |
| Eliška Klučinová | Ergebnis  | 8,74 s      | 1,72 m     | 14,73 m     | 5,94 m     | DNF   | 3518   | 10    |
| Eliška Klučinová | Punkte    | 965         | 879        | 843         | 831        | –     | 3518   | 10    |

### Männer

#### Laufdisziplinen
| Athlet          | Disziplin | Vorlauf     | Vorlauf | Halbfinale         | Halbfinale         | Finale             | Finale             |
| Athlet          | Disziplin | Zeit        | Platz   | Zeit               | Platz              | Zeit               | Platz              |
| --------------- | --------- | ----------- | ------- | ------------------ | ------------------ | ------------------ | ------------------ |
| Zdeněk Stromšík | 60 m      | 6,77 s      | 21      | 6,78 s             | 19                 | nicht qualifiziert | nicht qualifiziert |
| Vít Müller      | 400 m     | 47,69 s     | 15      | nicht qualifiziert | nicht qualifiziert | nicht qualifiziert | nicht qualifiziert |
| Jan Tesař       | 400 m     | 1:26,29 min | 21      | nicht qualifiziert | nicht qualifiziert | nicht qualifiziert | nicht qualifiziert |
| Lukáš Hodboď    | 800 m     | 1:49,31 min | 17      | nicht qualifiziert | nicht qualifiziert | nicht qualifiziert | nicht qualifiziert |
| Filip Šnejdr    | 800 m     | 1:48,71 min | 9       | 1:50,72 min        | 10                 | nicht qualifiziert | nicht qualifiziert |
| Jan Friš        | 1500 m    | 3:49,59 min | 19      | –––                | –––                | nicht qualifiziert | nicht qualifiziert |
| Filip Sasínek   | 1500 m    | 3:42,84 min | 2       | –––                | –––                | 3:45,27 min        | 4                  |

#### Sprung/Wurf
| Athlet        | Disziplin      | Qualifikation | Qualifikation | Finale             | Finale             |
| Athlet        | Disziplin      | Höhe/Weite    | Platz         | Höhe/Weite         | Platz              |
| ------------- | -------------- | ------------- | ------------- | ------------------ | ------------------ |
| Martin Heindl | Hochsprung     | 2,16 m        | 15            | nicht qualifiziert | nicht qualifiziert |
| Matěj Ščerba  | Stabhochsprung | 5,35 m        | 13            | nicht qualifiziert | nicht qualifiziert |
| Radek Juška   | Weitsprung     | 7,77 m        | 5             | 7,79 m             | 7                  |
| Tomáš Staněk  | Kugelstoßen    | 20,90 m       | 4             | 21,25 m SB         | Bronze             |

#### Siebenkampf
| Athlet      | Disziplin | 60 m   | Weitsprung | Kugelstoßen | Hochsprung | 60 m Hürden | Stabhochsprung | 1000 m      | Punkte | Platz |
| ----------- | --------- | ------ | ---------- | ----------- | ---------- | ----------- | -------------- | ----------- | ------ | ----- |
| Jiří Sýkora | Ergebnis  | 7,08 s | 7,36 m     | 15,09 m PB  | 1,92 m     | 8,02 s      | NM             | 2:50,58 min | 5016   | 9     |
| Jiří Sýkora | Punkte    | 854    | 900        | 795         | 731        | 977         | 0              | 759         | 5016   | 9     |